# سایوز ام‌اس-۷
سایوز-ام‌اس-۷ (به روسی: Союз )(به معنای اتحاد) یک مأموریت سرنشین دار سازمان ملی فضانوردی روسیه به سمت ایستگاه فضایی بین‌المللی محسوب می‌شود.

همچنین فضاپیمای این مأموریت وظیفه ارسال و بازگرداندن تعدادی از فضانوردان گروه اعزامی ۵۴ و گروه اعزامی ۵۵ را نیز بر عهده داشت.

## خدمه مأموریت
| نام             | ملیت                | تعداد پرواز | نقش عملیاتی | تصویر |
| آنتون شکاپلروف  | روسیه               | ۳           | فرمانده     |       |
| اسکات دی. تینگل | ایالات متحده آمریکا | ۱           | مهندس پرواز |       |
| نوریشیگه کانای  | ژاپن                | ۱           | مهندس پرواز |       |

## نگارخانه

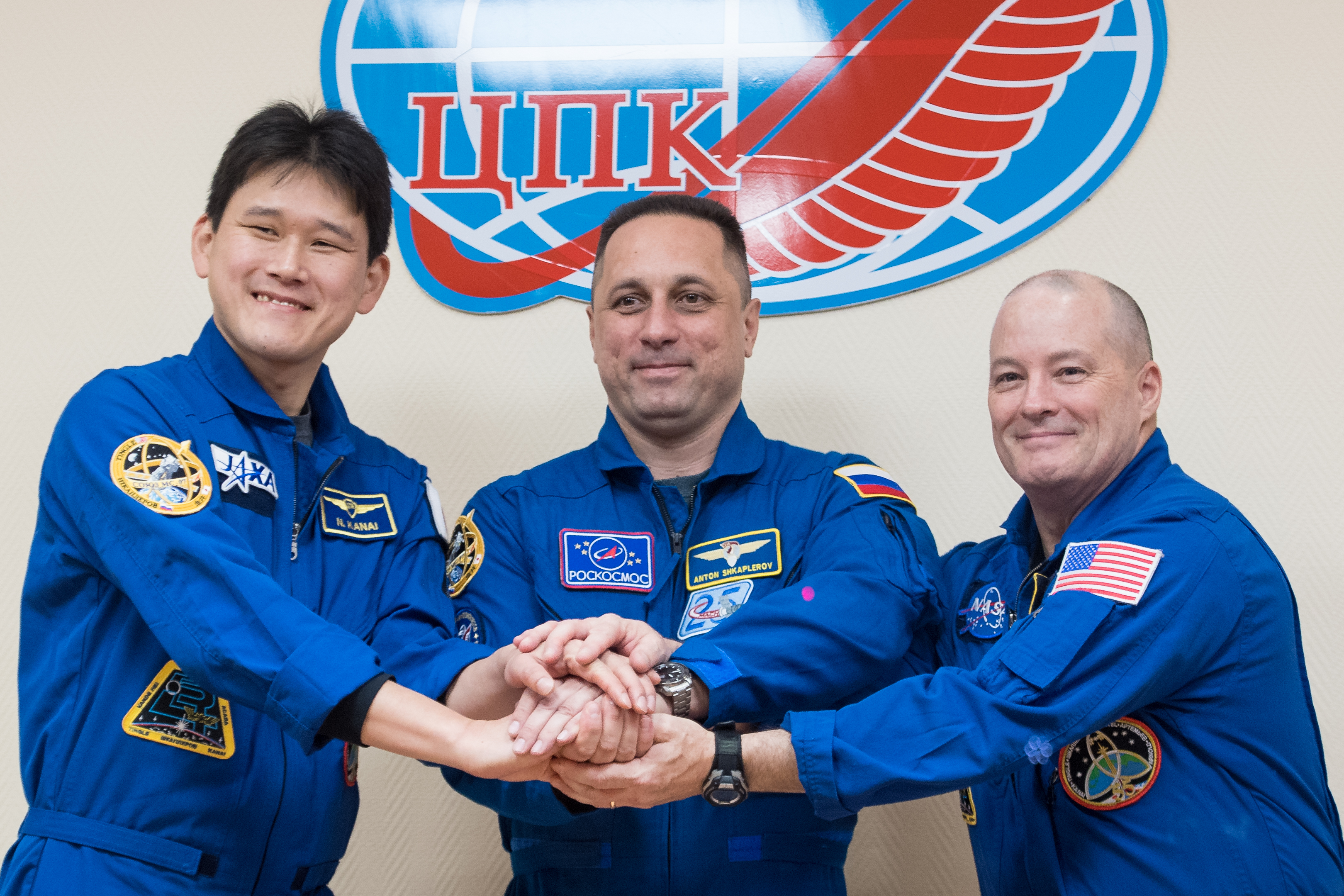
فضانوردان اصلی ام‌اس-۷
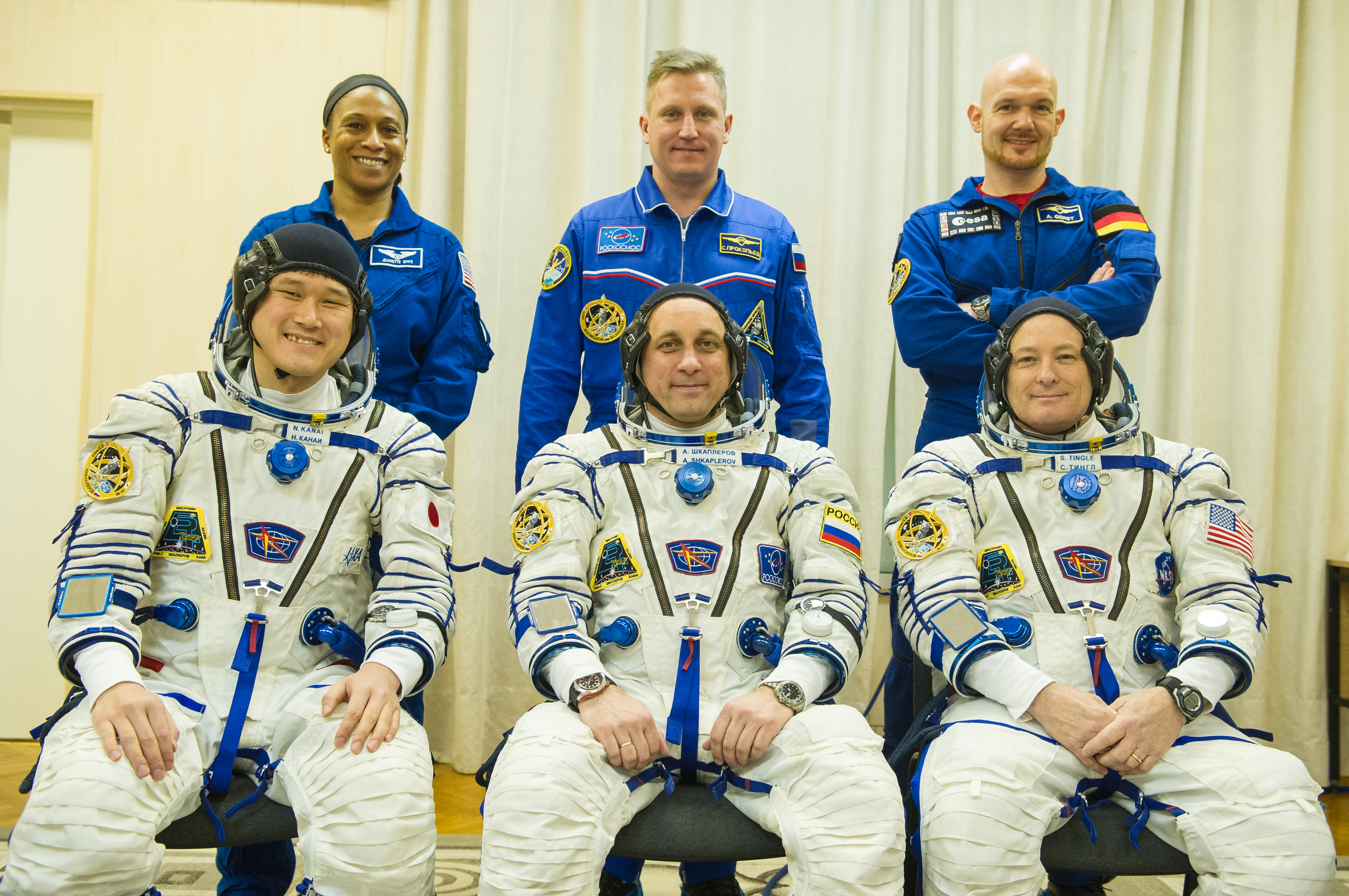
فضانوردان اصلی و پشتیبان ام‌اس-۷
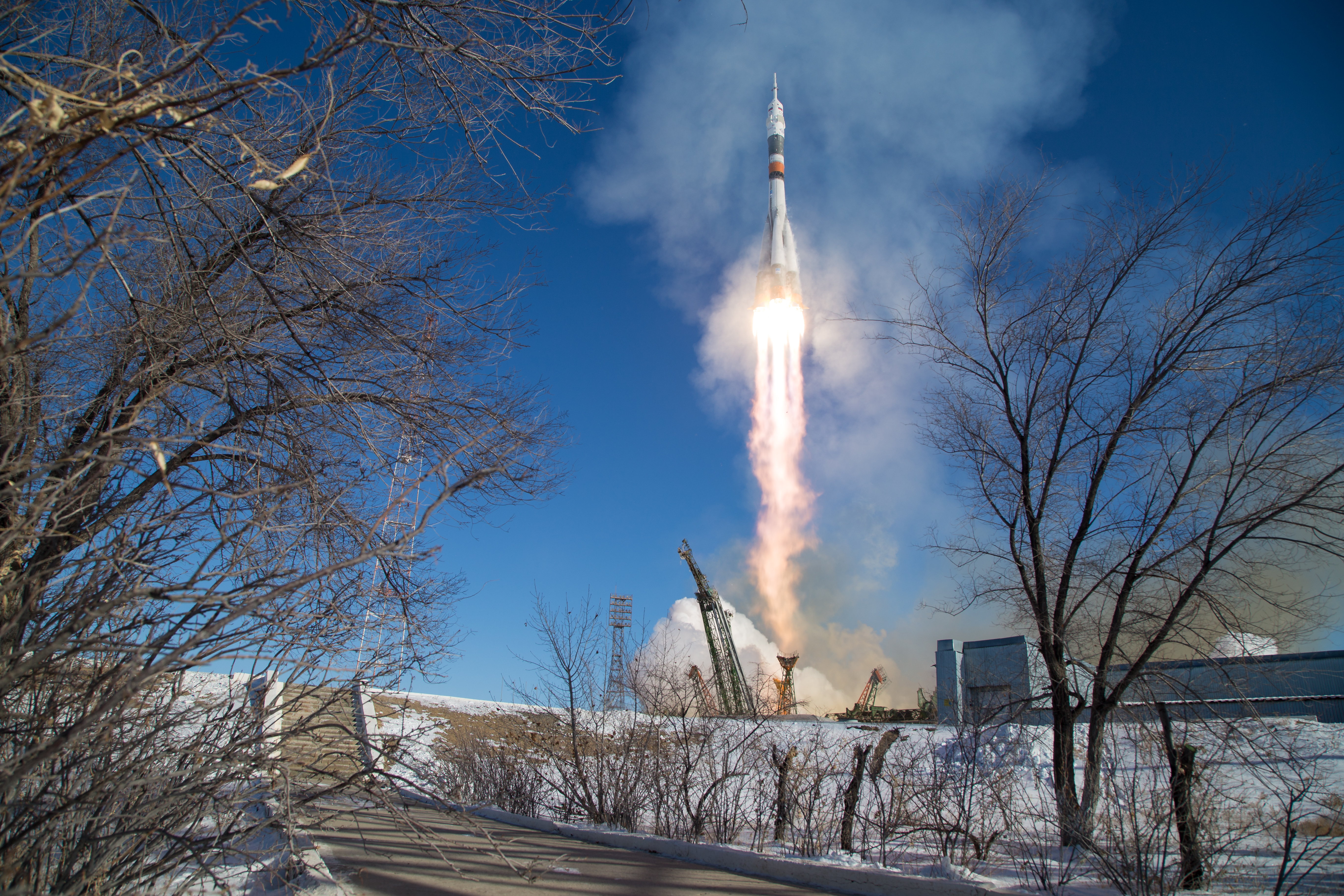
پرتاب ام‌اس-۷
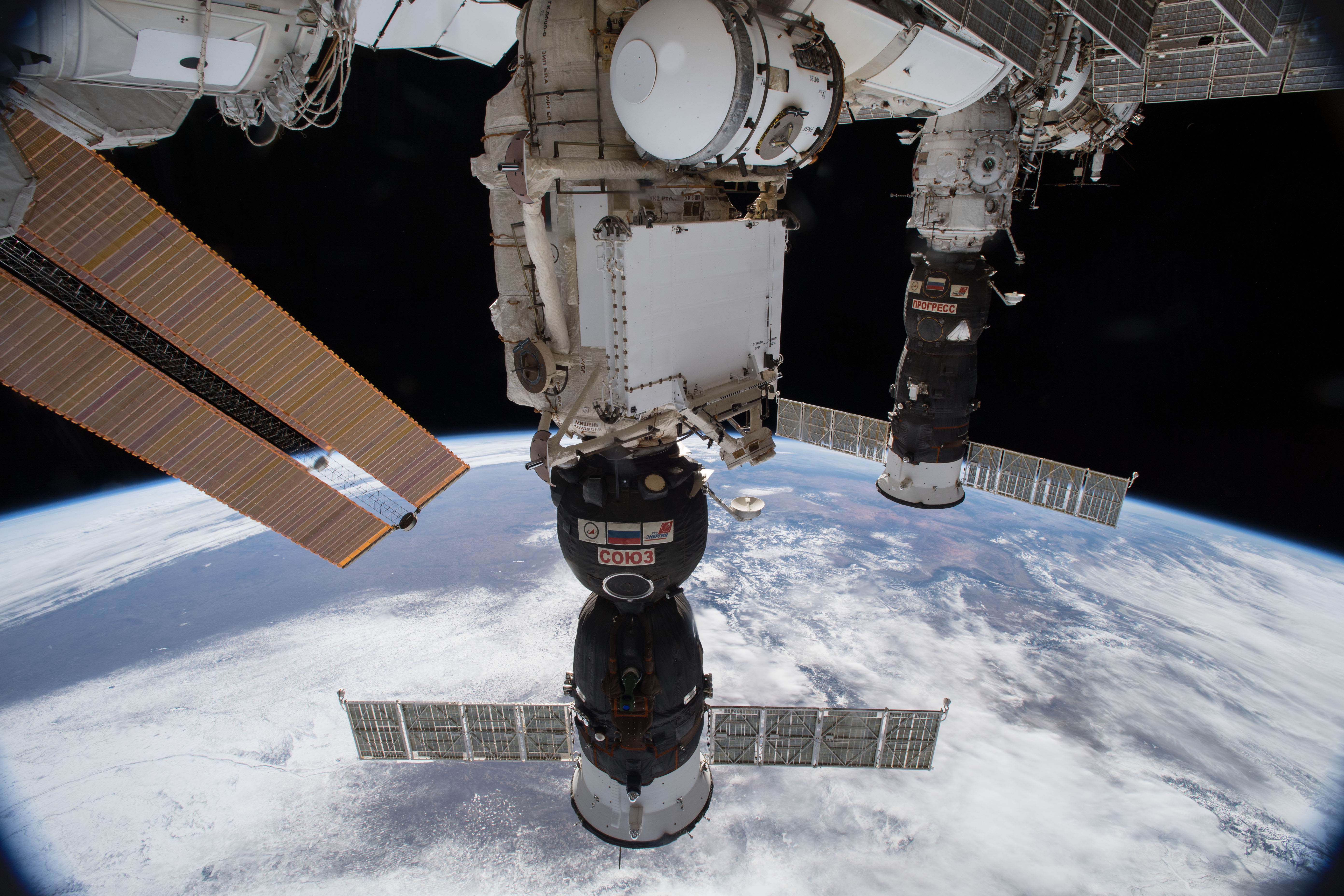
ام‌اس-۶ متصل به ایستگاه
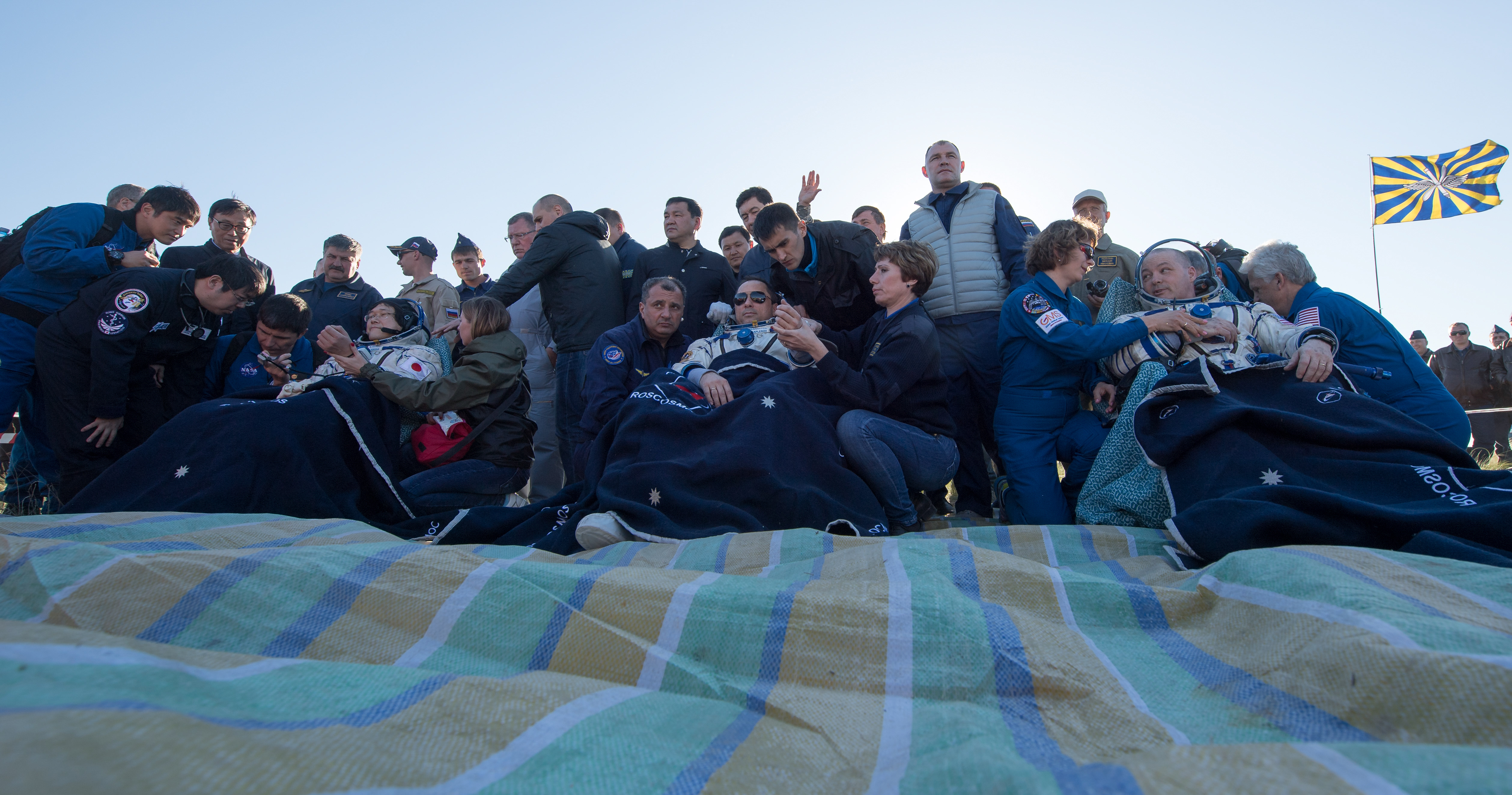
ام‌اس-۷ و گروه اعزامی ۵۵ بعد از فرود